# Anaperus tvaerminnensis
Anaperus tvaerminnensis är en plattmaskart som först beskrevs av Luther 1912.  Anaperus tvaerminnensis ingår i släktet Anaperus och familjen Anaperidae. Inga underarter finns listade i Catalogue of Life.